# Sinagoga „Agudath Israel” din Chișinău
Sinagoga centrală „Agudath Israel” (în traducere „Uniunea Israelului”; în ebraică ‏בית הכנסת של אגודת ישראל‏‎) este un lăcaș de cult evreiesc și monument de arhitectură de însemnătate locală, introdus în Registrul monumentelor de istorie și cultură al municipiului Chișinău.

## Istoric
Sinagoga a fost construită în anul 1886, vizavi de piața de fân din Chișinău, din care cauză a fost numită în popor și cunoscută o lungă perioadă de timp, drept Sinagoga „fânarilor” (în rusă «Сенная» синагога, transliterat: Sinagoga „Sennaia”). A avut de asemenea și o ieșiva, numită „Sinai”. A funcționat până în anul 1940, când edificiul lăcașului a fost naționalizat de autoritățile sovietice. În perioada anilor 1941-1944 a fost sediul Gestapo din oraș.
În perioada sovietică, proprietarii clădirii s-au schimbat de mai multe ori. Pentru o lungă perioadă de timp, a fost un birou al agenției de ocupare a forței de muncă. În 1991, odată cu destrămarea URSS, clădirea a fost returnată proprietarilor săi, de atunci aici fiind localizată actuala sinagogă.

## Conducători
- Rabin și judecător religios – Pinchas Zaltzman
- Rabin – Iosif Brodbeker
- Rabin-asistent – Daniel Muntyan

## Legături externe
- Pagina web a sinagogii